# Liste de compositeurs de la période baroque
Cette page dresse une liste de compositeurs de la période baroque, soit du début du XVIIe siècle environ au milieu du XVIIIe.
Les compositeurs sont présentés par nationalité, pour éviter des confusions s'ils ont voyagé notamment, et par ordre chronologique de naissance.

## Compositeurs italiens
Pour la plupart d’entre eux, ils interprétaient eux-mêmes leurs compositions.
- Giovanni Stefano Fontana Morello (Biella, XVI° – (Vercelli ?) après 1634)
- Alessandro Piccinini (Bologne 1566 - Bologne 1638)
- Claudio Monteverdi (Crémone 1567 - Venise 1643)
- Giovanni Paolo Cima (Milan 1570 - Milan 1620/30)
- Sulpitia Lodovica Cesis (Modène, 1577 – Modène (?) 1619 env.)
- Gregorio Allegri (Rome 1582 - Rome 1652)
- Girolamo Frescobaldi (Ferrare 1583 - Rome 1643)
- Andrea Falconieri (Naples 1585 - Naples 1656)
- Stefano Landi (Rome 1587 - Rome 1639)
- Francesca Caccini (Florence 1587 - Florence vers 1641)
- Caterina Assandra (Pavie 1590 - Pavie (?) 1618)
- Lucrezia Orsina Vizzana ((?) 1590 - (?) 1662)
- Dario Castello (Venise 1590 - Venise 1658)
- Tarquinio Merula (Busseto 1595 - Crémone 1665)
- Luigi Rossi (Torremaggiore 1597 - Rome 1653)
- Biagio Marini (Brescia 1597 - Venise 1663)
- Giuseppe Giamberti (Rome 1600 - Rome 1663)
- Francesco Cavalli (Crema 1602 - Venise 1676)
- Marco Uccellini (Forlimpopoli 1603 - Forlimpopoli 1680)
- Orazio Benevoli ou Benevolo (Rome 1605 - Rome 1672)
- Giacomo Carissimi (Rome 1605 - Rome 1674)
- Maurizio Cazzati (Luzzara 1616 - Mantoue 1678)
- Barbara Strozzi (Venise 1619 - Padoue 1677)
- Isabella Leonarda (Novare 1620 - Novare 1704)
- Francesco Provenzale (Naples 1624 - Naples 1704)
- Giovanni Legrenzi (Bergame ou Clusone 1626 - Venise 1690)
- Alessandro Stradella (Bologne 1639 - Gênes 1682)
- Francesco Beretta (1640 - 1694)
- Cristofaro Caresana (Venise 1640 - Naples 1709)
- Antonio Nola (Naples 1642 - (?) 1713)
- Arcangelo Corelli (Fusignano 1653 - Rome 1713)
- Pietro Antonio Fiocco (Venise 1654 - Bruxelles 1714)
- Giuseppe Torelli (Vérone 1658 - Bologne 1709)
- Antonio Veracini (Florence 1659 - Florence 1733)
- Alessandro Scarlatti (Palerme 1660 - Naples 1725)
- Francesco Gasparini (Camaiore 1661 - Rome 1727)
- Giacomo Antonio Perti (Bologne 1661 - Bologne 1756)
- Antonio Lotti (Venise 1665 - Venise 1740)
- Antonio Caldara (Venise 1670 - Vienne 1736)
- Giovanni Bononcini (Modène 1670 -  Vienne 1747)
- Tomaso Albinoni (Venise 1671 - Venise 1751)
- Alessandro Marcello (Venise 1673 - Venise 1747)
- Antonio Vivaldi (Venise 1678 - Vienne 1741)
- Domenico Sarro (Trani 1679 - Naples 1744)
- Francesco Durante (Frattamaggiore 1684 - Naples 1755)
- Domenico Scarlatti (Naples 1685 - Madrid 1757)
- Benedetto Marcello (Venise 1686 - Brescia 1739)
- Nicola Porpora (Naples 1686 - Naples 1768)
- Giovanni Battista Somis (Turin 1686 - Turin 1763)
- Francesco Geminiani (Lucques 1687 - Dublin 1762)
- Matteo Palotta (Palerme v.1688 - Vienne 1758)
- Leonardo Vinci (Strongoli de Calabre années 1690 - Naples 1730)
- Antonio Vandini (Bologne 1691 - Bologne 1778)
- Giuseppe Tartini (Piran 1692 - Padoue 1770)
- Pietro Locatelli (Bergame 1695 - Amsterdam 1764)
- Francesco Maria Cattaneo (Lodi 1697 - Dresde 1758)
- Baldassare Galuppi (Burano 1706 - Venise 1785)
- Giovanni Battista Pergolesi (Jesi 1710 - Pouzzoles 1736)
- Maria Margherita Grimani (XVIIIe siècle)

## Compositeurs français

### Musiciens de la cour, de Louis XIII à Louis XV, ou contemporains
- Abraham Blondet (1560 - 1634)
- René Mézangeau (1568 - 1638)
- Jacques Cordier (1580 - 1653)
- Jean de Bournonville (1585 - 1632)
- Jean Boyer (15.. - 1648)
- Nicolas Formé (1567 - 1638)
- François Richard (1580 - 1650)
- Nicolas Signac (1585 - 1645)
- Antoine Boësset (1587 - 1643)
- Charles d'Ambleville (1588 - 1637)
- Artus Aux-Cousteaux (vers 1590 - 1656)
- Paul Auget (1592 - 1660)
- Nicolas Le Vavasseur (1593 - 1658)
- Jean Veillot (16.. - 1662)
- Charles d'Helfer (1598 - 1661)
- Étienne Moulinié (1599 - 1676)
- Jacques de Gouy (16.. - 1650)
- Henri Frémart (16.. - 1651)
- Annibal Gantez (1600 ou 1607 - 16..)
- Louis XIII (1601 - 1643)
- Jean-Baptiste Geoffroy (1601- 1675)
- François de La Roche (? - 1677)
- Michel Mazuel (1603 - 1676)
- Jean de Cambefort (1605 - 1661)
- Charles Coypeau d'Assoucy (1605 - 1677)
- François de Chancy (1600 - 1656)
- Michel Lambert (1610 - 1696)
- François Cosset (1610 - 1664)
- Nicolas Métru (1610 - 1668)
- Antoine Lardenois (1610 - 1681)
- Henry Du Mont (1610 – 1684)
- Valentin de Bournonville (1610 - 1663)
- Jean Veillot (16.. - 1662)
- Jacques Huyn (1613 - 1652)
- Thomas Gobert (16.. - 1672)
- Jean-Baptiste Boësset (1614 - 1685)
- Louis de Mollier (vers 1615 - 1688)
- Guillaume Dumanoir (1615 - 1697)
- Pierre Robert (1620 - 1699)
- Étienne Richard (1621 - 1669)
- Bertrand de Bacilly (1621 - 1690)
- Robert Cambert (1628 - 1677)
- Jean-Baptiste Lully (1632-1687)
- Joseph Chabanceau de La Barre (1633 - 1678)
- Innocent Boutry (1634 - 1690-95)
- Louis-Nicolas Le Prince (1637 - 1693)
- Louis Chein (1637 - 1694)
- Jean Mignon (1640 - 1708)
- Pierre Gaultier dit Gaultier de Marseille (1642 - 1696)
- Pierre-Richard Menault (1642 - 1694)
- Jacques Hardel (1643 - 1650)
- Marc-Antoine Charpentier (1643 - 1704)
- Pierre Tabart (1645 - 1717)
- André Danican Philidor (vers 1647 – 1730)
- Pascal Collasse (1649 - 1709)
- Joseph-François Salomon (1649 - 1732)
- Guillaume Minoret (1650 - 1720)
- Theobaldo di Gatti (1650 - 1727)
- Jean-François Lalouette (1651 - 1728)
- Sébastien Huguenet (1652 - 1721)
- Sébastien de Brossard (1655 - 1730)
- Pierre Bouteiller (1655 - 1717)
- Marin Marais (1656 – 1728)
- Michel-Richard de Lalande (1657 – 1726)
- Jean Desfontaines (1658 - 1752 ?)
- Jacques-François Lochon (1660 ? - 1710 ?)
- André Campra (1660 – 1744)
- Henry Desmarest (1661 - 1741)
- Jean-Baptiste Drouard de Bousset (1662 - 1725)
- Jean-Baptiste Matho (1663 - 1743)
- Jean-Baptiste Dutartre (16.. - 1749)
- Nicolas Bernier (1664 – 1734)
- Jean Mignon (1664 - 1694)
- Charles Piroye (1665 - 1724)
- Élisabeth Jacquet de La Guerre (1665 - 1729)
- Joseph Valette de Montigny (1665 - 1738)
- Jean-Féry Rebel (1666 – 1747)
- Michel Pignolet de Montéclair(1667 - 1737)
- Jean-Claude Gillier (1667 - 1737)
- Jean Gilles (1668 – 1705)
- François Couperin (1668 – 1733)
- Jean-Baptiste Gouffet (1669 - 1729)
- Laurent Gervais (ca 1670 - 1748)
- Charles-Hubert Gervais (1671 - 1744)
- François Estienne (1671 - 1755)
- François Duval (1672 1728)
- André Cardinal, dit Destouches (1672 - 1749)
- Joseph Marchand (1673 - 1747)
- Philippe d’Orléans (1674 - 1723)
- François Estienne (1674-1755)
- Louis de La Coste (1675 - 175?)
- Jacques de Bournonville (1675 , - 1753)
- Louis-Nicolas Clérambault (1676 - 1749)
- Foliot Edme (.... - 1751 ?)
- Thomas-Louis Bourgeois (1676 - 1750)
- Nicolas Racot de Grandval (1676 -1753)
- Jean-Baptiste Anet (1676 -1755)
- Jean-Baptiste Morin (1677 - 1745)
- Alexandre de Villeneuve (1677 - 1756)
- Gilles Bonaventure (1678/91 - 1758)
- Jacques Morel (1680 - 1740)
- Jean-Baptiste Stuck (1680 - 1755)
- Toussaint Bertin de la Doué (1680 - 1743)
- Pierre Danican Philidor (1681 – 1731)
- Jean-Joseph Mouret (1682 - 1738)
- Pierre-Nicolas Marchand (1682 - 17..)
- François de La Croix (1683 - 1759)
- Jean-Philippe Rameau (1683 - 1764)
- François Bouvard (1684 - 1760)
- Jean-Baptiste Senaillé (1687 - 1730)
- Jean-Baptiste-Maurice Quinault (1687 - 1745)
- Joseph Michel (1688 - 1736)
- Jacques Aubert (1689 - 1753)
- Joseph Bodin de Boismortier (1689 - 1755)
- Pierre-Gabriel Buffardin (1689 - 1768)
- Charles Levens (1689 - 1764)
- Jean-Baptiste Quentin, le jeune (1690 - 1742)
- François Colin de Blamont (1690 - 1760)
- Louis-Joseph Marchand (1690 - 1774)
- Jean-Marie Rousseau (? - 1774)
- Jean-Baptiste Niel (ou Nieil ou Nielle) (1690 - 1775)
- Martin Berteau (1691- 1771)
- Louis Homet (1691 - 1767)
- Louis Lemaire (1693 ? - 1750 ?)
- Laurent Belissen (1693 - 1762)
- Esprit Antoine Blanchard (1696 - 1770)
- Louis-Maurice de La Pierre (1697 - 1753)
- jean-Marie Leclair (1697 - 1764)
- François Francœur (1698 - 1787)
- Henry Madin (1698 - 1748)
- Charles-Louis Mion (1699 - 1775)
- François-Lupien Grenet (1700 - 1753)
- Louis-Antoine Lefebvre (1700- 1763)
- Michel Blavet (1700 - 1768)
- François Rebel (1701 - 1775)
- Jean-Pierre Guignon (1702 - 1774)
- Jean-Marie Leclair le cadet (1703 - 1777)
- Philippe Courbois (1705 - 1730)
- René Drouard du Bousset (1703 - 1760)
- Louis-Gabriel Guillemain (1705 - 1770)
- Nicolas Chédeville (1705 - 1782)
- Bernard-Aymable Dupuy (1707 - 1789)
- Michel Corrette (1707 – 1795)
- Jacques-Philippe Lamoninary (1707-1802)
- Pierre Leclair (1709 - 1784)
- André-Joseph Exaudet (1710 - 1762)
- Jean-Joseph Cassanéa de Mondonville (1711 – 1772)
- Charles-Henri de Blainville (1711 - 1769)
- Jean-Benoit Leclair (1714 - 1759)
- Michel Lami (1720)
- François-André Danican Philidor (1726-1795)
- Astier (16.. - 17..)
- Louis-Nicolas Blondel ou Simon Blondel (?)
- Honoré d'Ambruis (16.. - 17..)
- Jacques-Antoine Denoyé (? - 1759)

### Compositeurs de musique instrumentale
Orgue
- Jehan Titelouze (1563 - 1633)
- Charles Racquet (1598 - 1664)
- Nicolas Lebègue (1631 - 1702)
- Jacques Boyvin (1649 - 1706)
- Gaspard Corrette (1671 - 1733)
- Nicolas de Grigny (1672 – 1703)
- François Roberday (1624 - 1680)
- Guillaume-Gabriel Nivers (1632 - 1714)
- Jean-Adam Guilain (1680 - 1739)

Clavecin
- Jacques Champion de Chambonnières (1601-1672)
- Louis Couperin (vers 1626 - 1661)
- Jean-Nicolas Geoffroy (1633 - 1694)
- Jacques Hardel (1643 - 1678)
- Gaspard Le Roux (1660 - 1707)
- Nicolas Siret (1663 - 1754)
- Élisabeth Jacquet de La Guerre (1665 – 1729)
- Antoine Forqueray (1672 – 1745)
- Louis-Antoine Dornel (1685 - 1765)
- Pierre-Claude Foucquet (1694 - 1772)
- Monsieur de Saint-Lambert (activité autour de 1700)
- Pierre Février (1696 - 1760)
- Christophe Moyreau (1700 - 1774)
- Joseph-Nicolas-Pancrace Royer (1705 – 1755)
- Charles Noblet (1715 - 1769)
- Bernard de Bury (1720 - 1785)
- Jean-Baptiste Gravier (1723 - 1799)
- Le Bret (1730 - 1740)
- Simon Simon (vers 1735 – vers 1787)
- Charles-Alexandre Jollage (? - 1761)
- Philippe-François Véras (?)
- Jean-Baptiste Feyzeau (1745 -1806)
- Pierre-Jean Lambert (1749)
- Jean-Frédéric Edelmann (1749 - 1794)
- Franz Beck (1723 - 1809)

Orgue et clavecin
- Étienne Richard (1621 - 1669)
- Nicolas Gigault (1627 - 1707)
- Jean-Henry d'Anglebert (1629 - 1691)
- Nicolas Lebègue (ou le Begue) (1631 - 1702)
- Jean-Nicolas Geoffroy (1633 - 1694)
- Jacques Thomelin (1635/40? - 1693)
- André Raison (1640 - 1719)
- Pierre Dandrieu (1664 - 1733)
- Louis Marchand (1669 – 1732)
- Jean-François Dandrieu (1682 - 1738)
- François d'Agincourt (1684 - 1758)
- Louis-Antoine Dornel (1685 – vers 1765)
- Louis-Claude Daquin (1694 – 1772)
- Jean-Odéo Demars (1695 - 1756)
- Pierre Février (1696 - 1706)
- Célestin Harst (1698 - 1778)
- Christophe Moyreau (1700 - 1774)
- Jacques Duphly (1715 – 1789)
- Claude Balbastre (1724 – 1799)
- Armand-Louis Couperin (1727 - 1789)
- Jean Durocher (?)

Autres instruments
- Jean-Baptiste Besard (1567 - 1625) pour le luth
- Pierre Guédron (1565 - 1620) pour le luth
- René Mézangeau (1568 - 1638) pour le luth
- Gabriel Bataille (1574 - 1630) pour le luth
- Ennemond Gaultier, dit "Gaultier le vieux" ou "Gaultier de Lyon" (1575 - 1651) pour le luth
- Mademoiselle Bocquet, aussi dite "Anne" ou "Marguerite" (16.. - après 1661) pour le luth
- Denis Gaultier, dit "Gaultier le jeune" ou "Gaultier de Paris" (1603 - 1672) pour le luth
- François Dufaut (1604 - 1672) pour le luth
- Sébastien Le Camus (1610 - 1677) pour le violon et le théorbe
- Estienne Le Moyne ( ? - ? ) pour le luth et le théorbe
- Francesco Corbetta (1615 - 1681) pour la guitare
- Jacques de Saint-Luc (1616 - 1708) pour le luth
- Bertrand de Bacilly (1621 - 1690) pour divers instruments
- Jean Lacquemant (DuBuisson) (1622/23 - 1680/81) pour la viole de gambe
- Alexandre Gallot (1625 - 1684) pour le luth
- Henry Grenerin (1635 - 1700) pour la guitare et le théorbe
- Pierre Méliton (16.. - 1684) pour la viole et l'orgue
- Jacques Gallot ou Jacques de Gallot, le vieux Gallot de Paris (1625 - 1695) pour le luth
- Charles Mouton (1626 - 1699) pour le luth
- Jean de Sainte-Colombe, le père (vers 1640 – vers 1700) pour la viole de gambe
- Demachy ou le Sieur De Machy (16.. - 1692) pour la viole de gambe
- Jean Rousseau (1644 - 1699)
- Robert de Visée (vers 1650-1665 – après 1732) pour la guitare, le théorbe et le luth
- Sainte-Colombe fils (1660 - 1720) pour la viole de gambe
- Charles Dieupart (1667 - 1740)
- Jacques-Martin Hotteterre dit le Romain (1673 - 1763) pour la flûte
- Michel de La Barre (1675 - 1745) pour la flûte
- Louis de Caix d'Hervelois (vers 1680 – 1759) pour la viole de gambe
- Jean-Baptiste Cappus (16.. - 1751) pour la viole de gambe
- Jean-Baptiste Stuck (1680 – 1755) pour le violoncelle
- François Campion (1686 - 1747) pour la guitare, le luth et le théorbe
- Jean-Baptiste Quentin, le jeune (1690 - 1742) pour le violon
- Jacques-Christophe Naudot (1690 - 1762) pour la flûte
- Jean-Marie Leclair (1697 – 1764) pour le violon
- Jean-Baptiste-Antoine Forqueray (1699 - 1782) pour la viole de gambe
- Jean-Baptiste Barrière (1707 - 1747) pour le violoncelle
- Charles Dollé (1710 - 1755) pour la viole de gambe
- Charles-Antoine Branche (1722-1779?) pour le violon

## Compositeurs allemands
- Michael Praetorius (1571-1621)
- Henricus Baryphonus (1581 - 1655)
- Johann Grabbe (1585 - 1665)
- Heinrich Schütz (1585 - 1672)
- Johann Hermann Schein (1586 - 1630)
- Samuel Scheidt (1587 - 1654)
- Johann Jakob Froberger (1616 - 1667)
- Matthias Weckmann (vers 1616 - 1674)
- Johann Rosenmüller (1617 - 1684)
- David Pohle (1624 - 1695)
- Johann Kaspar Kerll (1627 - 1693)
- Dietrich Buxtehude (vers 1637 - 1707)
- Johann Pachelbel (1653 - 1706)
- Johann Caspar Ferdinand Fischer (1656 - 1746)
- Johann Kuhnau (1660 - 1722)
- Johann Sigismund Kusser (1660 - 1727)
- Reinhard Keiser (1674 - 1739)
- Georg Philipp Telemann (1681 - 1767)
- Christoph Graupner (1683 - 1760)
- Jean-Sébastien Bach (1685 - 1750)
- Johann Friedrich Fasch (1688 - 1758)
- Johann Melchior Molter (1696 - 1765)
- Sylvius Leopold Weiss (1687 - 1750)
- Christoph Förster (1693 - 1745)
- Johann Joachim Quantz (1697 - 1773)
- Johann Pfeiffer (1697 - 1761)
- Johann Adolph Hasse (1699 - 1783)

## Compositeurs tchèques
- Samuel Capricornus (1628 - 1665)
- Heinrich Ignaz Franz Biber (1644 - 1704)
- Jan Dismas Zelenka (1679 - 1745)
- Antonín Reichenauer (1696 - 1730)
- Johann Baptist Georg Neruda (1707 - 1780)
- Josef Antonín Sehling (1710 - 1756)

## Compositeurs autrichiens
- Alessandro Poglietti (vers 1620 - 1683)
- Johann Heinrich Schmelzer (1623 - 1680)
- Georg Muffat (1653 - 1704)
- Johann Joseph Fux (1660 - 1741)

## Compositeurs anglais
- John Dowland (1563 - 1626)
- Tobias Hume (vers 1569 - 1645)
- Thomas Tomkins (1572 - 1656)
- Thomas Ravenscroft (1582 - 1635)
- Orlando Gibbons (1583 - 1625)
- John Jenkins (1592 - 1678)
- Henry Lawes (1595 - 1662)
- William Lawes (1602 - 1645)
- Christopher Simpson (entre 1602 et 1606 - 1669)
- Matthew Locke (vers 1622 - 1677)
- John Blow (1649 - 1708), professeur de Purcell
- Henry Purcell (1659 - 1695)
- John Eccles (1668-1735)
- Henry Eccles (1670-1742)
- Nicola Matteis ou Matheis (vers 1670 - vers 1698)
- Jeremiah Clarke (1674 - 1707)
- William Croft (1678 - 1727)
- Georg Friedrich Haendel (1685 - 1759)
- William Boyce (1711 - 1779)
- Andrew Parcham (mort vers 1730)

## Compositeurs néerlandais
- Jan Pieterszoon Sweelinck (1562 - 1621)
- Constantin Huygens (1596 - 1687)

## Compositeurs belges (Pays-Bas espagnols puis autrichiens, principauté de Liège)
- Nicolas Hotman (entre 1610 et 1614 - 1663)
- Henry Du Mont (1610 - 1684)
- Daniel Danielis (1635 - 1696)
- Carel Hacquart ( vers 1640 - 1701)
- Alphonse d'Ève (1666 - 1727)
- Pierre Hercules Brehy (1673 - 1737)
- Thomas-Louis Bourgeois (1676 - 1750)
- Jean-Baptiste Lœillet de Londres (1680 - 1730)
- Jacques Lœillet (1685 - 1748)
- Jean-Baptiste Lœillet de Gand (1688 - 1720)
- Josse Boutmy (1697 - 1779)
- Joseph-Hector Fiocco (1703 - 1741), fils de Pietro Antonio Fiocco
- Jean-Noël Hamal (vers 1709 - 1778)
- Charles-Joseph van Helmont (1715 - 1790)
- Pierre Van Maldere (1729 - 1768)
- Josse-François-Joseph Benaut (1741 - 1794)

## Compositeurs espagnols
- Matheo Romero (vers 1565 - 1647)
- Francisco Correa de Arauxo (1584 - 1654)
- Juan Gutiérrez de Padilla (vers 1590 - 1664)
- Joan Cererols (1618 - 1680)
- Joan Cabanilles (1644 - 1712)
- Antonio Martín y Coll (1650 - 1734)
- Francesc Valls (vers 1671 - 1747)
- Antonio de Literes (1673 - 1747)
- José de Nebra (1702 - 1768)
- Domènec Terradellas (1713 - 1751)

## Compositeurs portugais
- Manuel Rodrigues Coelho (vers 1555 - vers 1635)
- Duarte Lobo (1565 - 1646)
- Pedro de Araújo (1640 - 1705)
- Francisco António de Almeida (1702 - 1755)
- Carlos Seixas (1704 - 1742)

## Compositeurs suédois
- Johan Helmich Roman (1684 - 1758)

## Frise chronologique
La période retenue pour l'époque baroque s'étend de 1600 à 1750, définie par la classification musicologique telle que présentée dans la chronologie de la musique classique occidentale. Les compositeurs marquant le début de la période sont en haut de la frise, ceux marquant la fin en bas. Les dates qui n'ont pas pu être établies de façon sûres sont marquées « (approx.) ».